# Los Capulines, Morelos
Los Capulines är en ort i Mexiko.   Den ligger i kommunen Yecapixtla och delstaten Morelos, i den sydöstra delen av landet, 70 km sydost om huvudstaden Mexico City. Los Capulines ligger 1 974 meter över havet och antalet invånare är 289.
Terrängen runt Los Capulines är huvudsakligen kuperad, men söderut är den platt. Runt Los Capulines är det ganska tätbefolkat, med 199 invånare per kvadratkilometer. Närmaste större samhälle är Cuautla Morelos, 17,4 km sydväst om Los Capulines. Omgivningarna runt Los Capulines är en mosaik av jordbruksmark och naturlig växtlighet.